# Cuarteto Brodsky
El Cuarteto Brodsky es un cuarteto de cuerda británico creado en 1972, aunque solo Ian Belton y Jacqueline Thomas son los miembros fundadores que quedan en la formación. Están liderados por el viola Paul Cassidy.

## Miembros
- Daniel Rowland, violín[3]
- Ian Belton, violín
- Paul Cassidy, viola
- Jacqueline Thomas, violonchelo

## Carrera musical
Además de interpretar música clásica y en particular el repertorio para cuarteto a cuerda de Haydn, Beethoven, Schubert, Bartók y Shostakóvich, colaboran con personalidades del rock y de la música pop como Björk, Elvis Costello y Paul McCartney. Tocan las cuerdas el álbum Family Tree de Björk.
En alguna época el cuarteto tenía la costumbre de tocar de pie. El violonchelo de Jacqueline Thomas estaba equipado de una punta extra-larga y utilizaba un pequeño taburete bajo su pie izquierdo con el fin de que el instrumento pudiera descansar contra la rodilla izquierda. En mayo de 1988 el cuarteto Brodsky recibió un premio de la Sociedad de la Orquesta Real Filarmónica por su contribución excepcional al mundo de la música.
Además de sus actuaciones y del trabajo de grabación, el cuarteto Brodsky es el cuarteto invitado de la Royal Scottish Academy of Music and Drama donde instruye regularmente a los jóvenes conjuntos de música de cámara que frecuentan la academia. Durante numerosos años también han enseñado y actuado en la Dartington Internacional Summer School.
El Cuarteto Brodsky no es el primer cuarteto en llevar este nombre. El violinista Adolph Brodsky, que estrenó el concierto para violín de Chaikovski, dirigió dos cuartetos diferentes que llevaban este mismo nombre (1870–1890 y 1895–1927). En 1918 Edward Elgar le dedicó su cuarteto a cuerda en mi menor op. 83 al 2.º cuarteto de Adolph Brodsky. El cuarteto actual toma su nombre en su honor, ya que desempeñó en los años 20 un importante papel en la vida musical de Mánchester y en el “Royal Northern College” donde los miembros del cuarteto realizaron sus estudios.
El Cuarteto Brodsky posee una extensa discografía y ha trabajado con diversos sellos discográficos, formando en el 2005 su propio sello “Brodsky Records” con el que comenzaron por publicar un álbum con los cuartetos segundo y tercero de Chaikovski.
Una de sus especialidades es la interpretación de todos los cuartetos de cuerda de Shostakóvich de la que afirman: Este es sin duda el más grande de todos los viajes musicales que hemos realizado. Nada se compara a la naturaleza personal de estos “diarios”. Nos sentimos muy privilegiados de haber contribuido, durante los últimos 45 años, a dirigir la atención del público a la integral de Shostakóvich.
Han sido premiados con el ”Diapason D'Or“ y el ”Choque du Monde de la Musique“ por sus grabaciones de los cuartetos de cuerda de Britten, Beethoven y Janáček.
Han sido nombrados Doctores Honorarios de la Universidad de Kent y de la Universidad Teesside.

## Cuadragésimo aniversario: La ruleta de la fortuna
La agrupación para celebrar su cuadragésimo aniversario, que cumplió en 2012, diseñó un programa especial titulado «La ruleta de la fortuna», que incluyó 40 cuartetos en la rueda de la ruleta, una parte de su extenso repertorio y un resumen de su historia como cuarteto de cuerda a lo largo de sus cuatro décadas de existencia. Así dejaban que fuera el azar el que decidiera las obras que tocaban en los conciertos de esa temporada conmemorativa.

### Programa de la ruleta
- Piazzolla Four for Tango (6’)
- Schubert Quartettsatz D703 in C minor (8’)
- Mozart Adagio and Fugue in C minor KV 546 (10’)
- Purcell Chaconne in G minor (6’)
- Webern Langsamer Satz for String Quartet (10’)
- Turina Oración del Torero (7’)
- Stravinskiy Three Pieces for String Quartet (8’)
- Bridge Three Idylls (15’)
- Puccini Crisantemi (5’)
- Hugo Wolf Italian Serenade (7’)
- Barber Quartet Op. 11 (18’)
- Janacek String Quartet No. 1 (20’)
- Shostakovich Quartet No. 8 in C minor, Op.110 (20’)
- Korngold String Quartet no. 2 (25’)
- Borodín Quartet No. 2 in D (28’)
- Respighi String Quartet 'Dorico'(22’)
- Lutoslawski String Quartet (25’)
- Verdi String Quartet (25’)
- Britten String Quartet No. 3 (17’)
- Beethoven Op. 95 ‘Serioso’ (25’)
- Álvarez Metro Chabacano (6’)
- Lavista Reflejos de la Noche (10’)
- Szymanski 5 pieces (15’)
- Theo Verbey Spring Rain (10’)
- Tanaka At the Grave of Beethoven (10’)
- Zabeljan Polomka (?)
- Tunde Jegede Quartet No. 2 (12’)
- Sculthorpe Quartet No. 11 (15’)
- Golijov Tenebrae (15’)
- Kraggerud New Work (10’)
- Debussy Quartet (25’)
- Schubert Death and the Maiden (40’)
- Brahms Quartet in A minor, Op.51, No.2 (30’)
- Shostakóvich Quartet No. 3 in F major, Op.73 (32’)
- Ravel String Quartet in F (30’)
- Bartok String Quartet no. 1 (30’)
- Mendelssohn Quartet in F minor Op. 80 (25’)
- Chaikovski String Quartet No. 1 (30’)
- Elgar Quartet in E minor Op. 83 (30’)
- Dvořák Quartet Op. 96 'American' (30’)

## Instrumentos
Daniel Rowland toca un violín de Lorenzo Storioni, Cremona 1793. El violín de Ian Belton es un Gio. Paolo Maggini, c.1615. Jacqueline Thomas toca un violonchelo Thomas Perry de 1785. Paul Cassidy toca la viola “La Delfina” (c. 1720) cedida por cortesía de Delfina Entrecanales.

## Estrenos
El conjunto ha estrenado numerosas obras:
- 1983: Clarinette and Strings Quartet de Morton Feldman
- 1984: Cuarteto de cuerda de Martin Butler
- 1984: Cuarteto de cuerda n.º 5 de David Matthews
- 1992: The Juliette Letters de Elvis Costello
- 1993: Lamet for String Quartet de Peter Sculthorpe
- 1994: Little Continuación for String Quartet de Peter Sculthorpe
- 1996: Island Dreaming para voz y cuarteto de cuerda, de Peter Sculthorpe
- 1999: Cuarteto de cuerda no 10 «La Malinconia» de Elena Firsova
- 2000: Metro Nativitas de Javier Álvarez
- 2000: Cuarteto de cuerda n.º 6 de Peter Smirnov
- 2000: At the Grave of Beethoven de Karen Tanaka
- 2002: Quinteto para piano y cuerda, op. 69, de Alexander Goehr
- 2004: Quinteto con clarinete de Peter Maxwell Davies